# Kemba Walker
Kemba Hudley Walker (Bronx, 8 de maio de 1990) é um ex-jogador de basquete profissional norte-americano.
Ele jogou basquete universitário pelo Connecticut Huskies e foi selecionado pelo Charlotte Bobcats como a 9º escolha geral no Draft da NBA de 2011. Ele é o maior pontuador da história de Charlotte.

## Carreira no ensino médio
Walker frequentou a Rice High School no Harlem. Em seu primeiro ano, ele jogou contra Simeon Career Academy de Derrick Rose no Madison Square Garden e ganhou por 53-51.
Durante o seu último ano, ele teve médias de 18,2 pontos e 5,3 assistências, o que lhe valeu uma vaga na prestigiada equipe All-American da McDonald's.
Walker jogou pelo New York City Gauchos no programa de basquete AAU com os colegas da Big East, Jordan Theodore, Darryl "Truck" Bryant, Devin Hill e Danny Jennings. A equipe terminou em primeiro lugar no país.
Considerado um recruta de cinco estrelas pela Rivals.com, Walker foi listado como o 5° melhor armador e o 14° melhor jogador do país em 2008.

## Carreira universitária

### Ano de calouro
Durante o seu primeiro ano na Universidade de Connecticut, Walker jogou em todos os jogos e foi nomeado para a Equipe de Novatos da Big East.
Apesar de não ser titular em apenas dois jogos, ele teve média de 25,5 minutos, muito mais do que qualquer reserva regular.
Ele ajudou os Huskies a chegar ao Final Four do Torneio da NCAA de 2009 com um esforço de 23 pontos no Elite Eight contra Missouri.

### Segundo ano
Walker foi titular em todos os 34 jogos da temporada de 2009-10. Ele teve média de 14,6 pontos e liderou a equipe em oito dos últimos nove jogos da temporada. Walker foi nomeado pra Primeira-Equipe do Distrito pela Associação de Escritores de Basquete dos Estados Unidos (USBWA).

### Terceiro ano

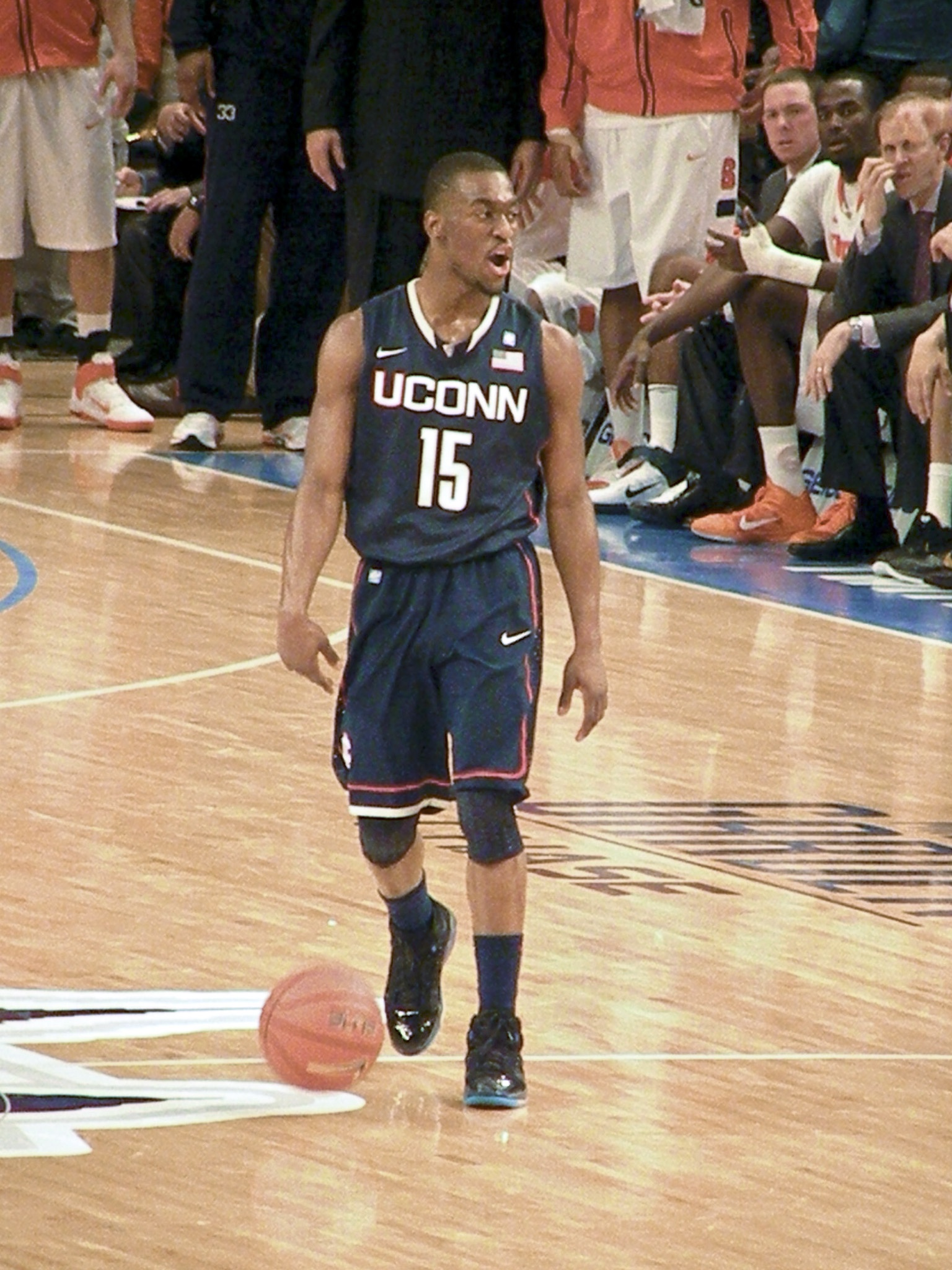
Walker na Universidade de Connecticut em 2011.

Walker ganhou destaque nacional em seu terceiro ano: ele foi o artilheiro do pais com média de 26,7 pontos. Além disso, ele teve médias de 5 rebotes e 3,8 assistências. Walker apareceu em uma das seis capas regionais da Sports Illustrated.
No Torneio da Big East de 2011, Walker acertou o arremesso que venceu o jogo e levou a equipe as semifinais. Ele levou UConn à vitória sobre a Universidade de Louisville na final do torneio sendo nomeado MVP. Walker marcou 130 pontos em cinco jogos, um recorde do Torneio da Big East e o maior número de pontos feitos em qualquer torneio nas últimas 15 temporadas. UConn se tornou a primeira universidade a ganhar cinco jogos em cinco dias e ganhar um campeonato de conferência.
Em 14 de março de 2011, a Associação de Escritores de Basquete dos Estados Unidos nomeou Walker para a Primeira-Equipe All-American. Ele também foi finalista do Prêmio de Melhor Jogador Universitário do Ano. Apesar de ter terminado em segundo (perdendo para Jimmer Fredette), dois jornalistas foram da opinião de que Walker era o melhor jogador de basquete universitário naquele ano. Walker foi nomeado o vencedor do Prêmio Bob Cousy como o melhor armador do país.
Em 4 de abril de 2011, Walker liderou a Universidade de Connecticut com 16 pontos para ganhar o Torneio da NCAA sendo nomeado o Melhor Jogador de Basquete da NCAA. Após o retorno da equipe, em um comício para celebrar o título nacional, Walker foi adicionado ao Huskies of Honor. Ele se tornou o primeiro jogador de basquete masculino a receber a distinção desde que a classe inaugural foi anunciada em dezembro de 2006.

## Carreira profissional

### Charlotte Bobcats / Hornets (2011–2019)

#### Temporada de 2011-12

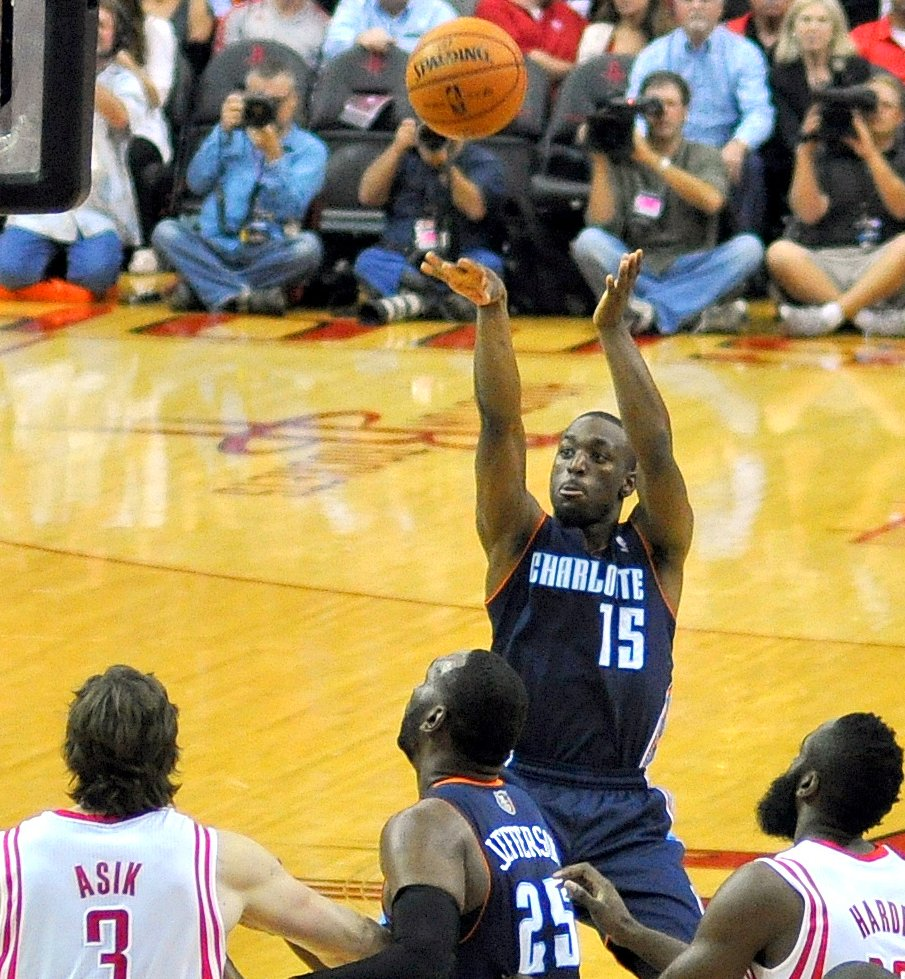
Walker arremessando durante um jogo contra o Houston Rockets em outubro de 2013.

Walker anunciou sua decisão de deixar Universidade de Connecticut para a NBA em 12 de abril. Assim, ele entrou no draft de 2011 e foi selecionado pelo Charlotte Bobcats como a 9º escolha geral. Walker assinou um contrato de vários anos com a Under Armour, o primeiro novato da classe de 2011 a fazê-lo.
Em 11 de dezembro de 2011, ele assinou contrato com os Bobcats de 2 anos e 4 milhões. Com a lesão de D. J. Augustin, ele se tornou o titular da equipe.
Em 28 de janeiro de 2012, em um jogo em casa contra o Washington Wizards, ele conseguiu seu primeiro triplo-duplo da carreira com 20 pontos, 11 assistências e 10 rebotes, juntando-se a Boris Diaw e Stephen Jackson como os únicos jogadores dos Bobcats a registrar um.
Walker participou do Desafio das Estrelas em Ascensão durante o Fim de Semana All-Star de 2012.

#### Temporada de 2012–13
Em 14 de novembro de 2012, Walker fez o primeiro "game-winner" (arremesso para a vitória) da sua carreira na NBA contra o Minnesota Timberwolves. Ele terminou o jogo com 22 pontos, 5 rebotes, 4 assistências e 4 roubos de bola.
Em 21 de janeiro de 2013, ele fez 35 pontos contra o Houston Rockets. Walker foi selecionado, junto com o companheiro de equipe Michael Kidd-Gilchrist, para o Desafio das Estrelas em Ascensão de 2013, marcando 8 pontos.
Kemba terminou a temporada de 2012-13 com médias de 17,7 pontos, 5,7 assistências, 3,5 rebotes e 2 roubos de bola.

#### Temporada de 2013–14

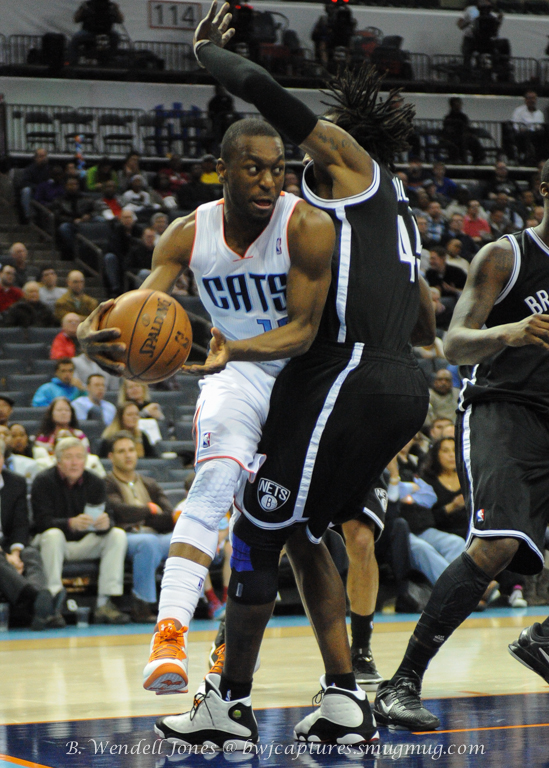
Walker sendo marcado por Gerald Wallace em 2013.

Em 9 de dezembro de 2013, Walker marcou 31 pontos para ajudar os Bobcats a derrotar o Golden State Warriors por 115-111. Em 18 de dezembro de 2013, ele acertou um arremesso nos últimos segundos da prorrogação para derrotar o Toronto Raptors. Ele terminou a noite com 26 pontos e 5 rebotes.
Em 19 de fevereiro de 2014, Walker registrou 24 pontos, 5 rebotes e 16 assistências na vitória por 116-98 sobre o Detroit Pistons. Cinco dias depois, ele foi premiado com o Prêmio de Jogador da Semana da Conferência Leste, tendo médias de 22,5 pontos, 8,8 assistências e 5,5 rebotes no período de sete dias.
Em uma vitória em casa sobre o Orlando Magic em 4 de abril de 2014, Walker registrou seu segundo triplo-duplo da carreira com 13 pontos, 10 assistências e 10 rebotes.
Jogando contra o Miami Heat na primeira rodada dos playoffs, Walker teve um excepcional Jogo 4: ele terminou o jogo com 29 pontos (recorde da franquia), 5 assistências, 5 rebotes, 3 bloqueios e 2 roubos de bola. O esforço veio em uma derrota com o Heat completando uma varrida de 4-0 na série.

#### Temporada de 2014–15

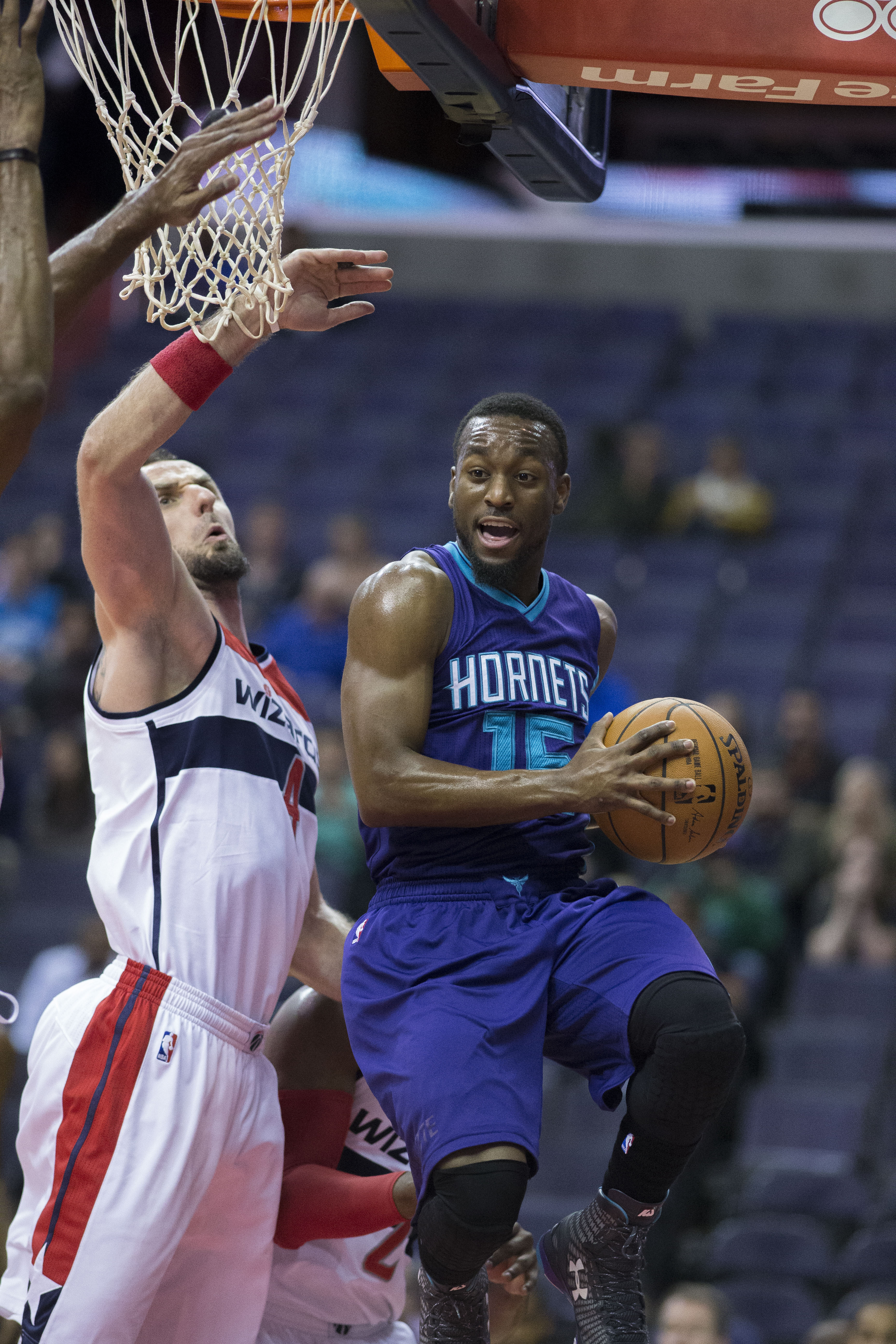
Walker com os Hornets em outubro de 2014

No jogo de abertura da temporada contra o Milwaukee Bucks em 29 de outubro, Walker liderou uma virada impressionante em uma vitória de 108-106 na prorrogação. Os Hornets tinham 24 pontos a menos no quarto quarto quando encenou uma virada; Walker marcou três pontos com 1,6 segundo restantes e forçou uma prorrogação, ele também acertou o arremesso que venceu o jogo. Ele terminou o jogo com 26 pontos, 5 assistências e 6 rebotes.
No dia seguinte, ele assinou uma extensão de contrato de quatro anos e 48 milhões com os Hornets.
Em 5 de dezembro de 2014, Walker acertou seu segundo arremesso para a vitória da temporada em uma vitória por 103-102 sobre o New York Knicks. Em 27 de dezembro, em uma derrota por 94-102 para o Orlando Magic, ele marcou 42 pontos e estabeleceu um recorde da franquia de mais pontos marcados no intervalo com seus 35 pontos.
Em 3 de janeiro, contra o Orlando Magic, Walker marcou 30 pontos e passou Kendall Gill na 10º posição na lista de mais pontos pelos Hornets com 4.160 pontos. Em três jogos seguidos entre os dias 3 e 7 de janeiro, Walker marcou 30, 33 e 31 pontos em vitórias sobre o Orlando Magic, o Boston Celtics e o New Orleans Pelicans, respectivamente; Assim, ele se juntou a Larry Johnson, Glen Rice e Kelly Tripucka como um dos quatro jogadores na história da franquia a ter três ou mais jogos consecutivos com mais de 30 pontos. Walker também atingiu o seu quinto arremesso para a vitória da sua carreira e o terceiro da temporada em 7 de janeiro, na vitória por 98-94 sobre os Pelicans.
Em 12 de janeiro, ele foi nomeado o Jogador da Semana da Conferência Leste para os jogos disputados de 5 de janeiro até 11 de janeiro. Ao longo da semana, ele liderou os Hornets em um recorde de 4-0 e teve médias de 30,3 pontos, 5,8 rebotes e 4,5 assistências.
Em 28 de janeiro de 2015, Walker foi descartado por seis semanas depois de ter sido submetido a uma cirurgia bem-sucedida para reparar um menisco no joelho esquerdo. Depois de perder 18 jogos, ele retornou à ação no dia 11 de março e marcou seis pontos em 16 minutos, enquanto os Hornets perderam para o Sacramento Kings por 106-113.

#### Temporada de 2015–16
Em 23 de novembro de 2015, Walker marcou 39 pontos em uma vitória de 127-122 sobre o Sacramento Kings. Em 18 de janeiro de 2016, Walker estabeleceu um recorde da carreira e um recorde da franquia, fazendo 52 pontos em uma vitória de 124-119 sobre o Utah Jazz.
Em 9 de março, em uma vitória sobre o New Orleans Pelicans, Walker se tornou apenas o terceiro jogador dos Hornets a completar 500 cestas de 3 pontos, juntando-se a Dell Curry (929) e Glen Rice (508). Cinco dias depois, ele ganhou seu quarto Prêmio de Jogador da Semana e o segundo da temporada de 2015-16, tornando-se apenas o sexto jogador de Charlotte a ganhar o prêmio várias vezes na mesma temporada.
Os Hornets terminaram a temporada regular como a sexta melhor campanha na Conferência Leste com um recorde de 48-34. Na primeira rodada dos playoffs, os Hornets enfrentaram o Miami Heat. No Jogo 4, Walker marcou 34 pontos, ajudando os Hornets a empatar a série em 2-2. Ele superou essa marca de pontos no Jogo 6 da série, marcando 37 pontos em uma derrota por 97-90, com o Heat empatando a série em 3-3. Os Hornets perdeu o Jogo 7, sendo eliminado dos playoffs com uma derrota de 4-3.

#### Temporada de 2016–17

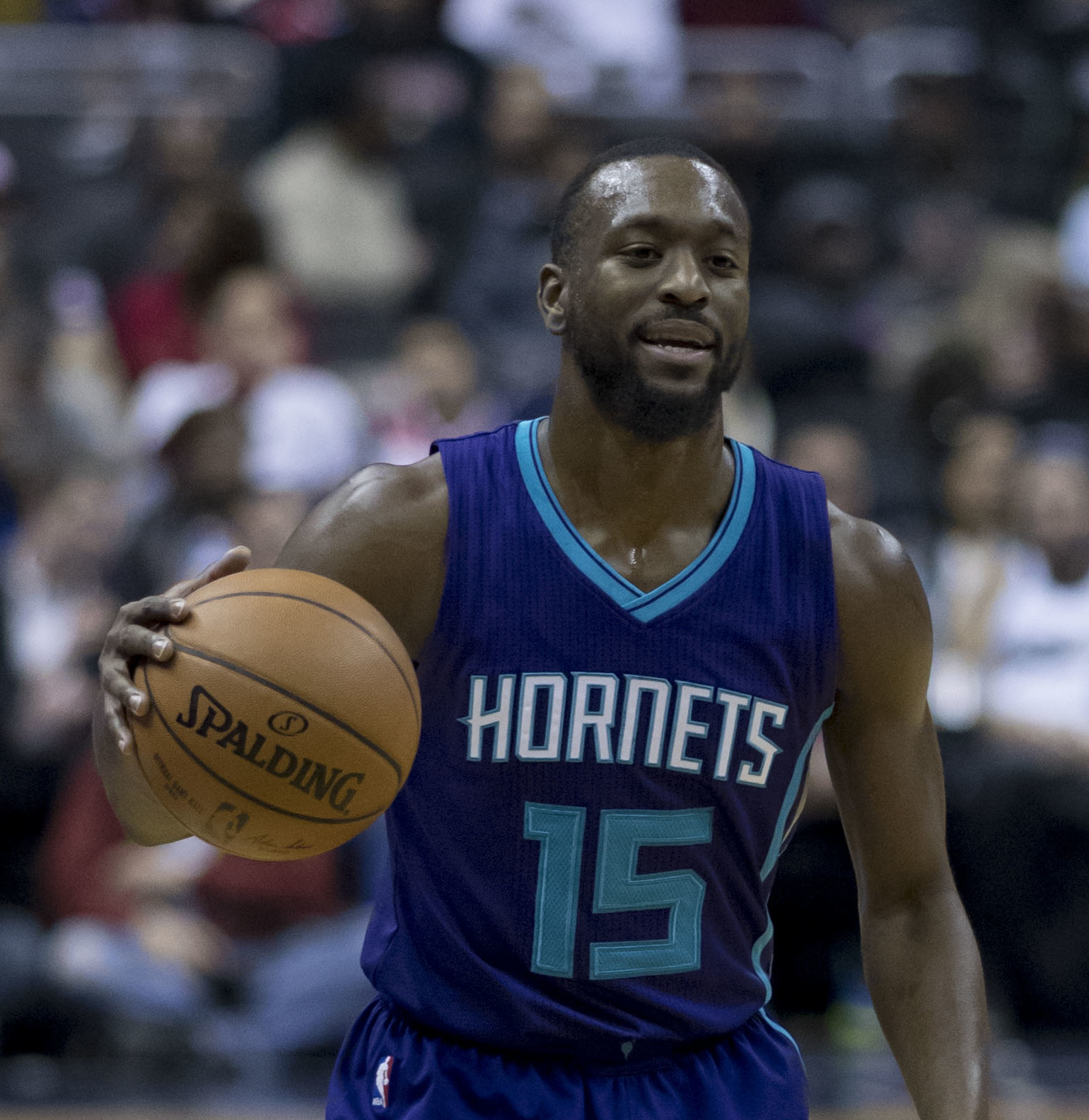
Walker em 2016

Em 4 de novembro de 2016, Walker marcou 30 pontos em uma vitória por 99-95 sobre o Brooklyn Nets, ajudando Charlotte a ter um recorde de 4-1 pela primeira vez desde 2000. Em 11 de novembro, ele registrou 40 pontos, 10 rebotes e seis assistências em uma derrota de 113-111 para o Toronto Raptors.
Em 29 de dezembro, com 22 pontos contra o Miami Heat, Walker registrou seu 7.000º ponto por Charlotte. Ele se tornou o quarto jogador na história da franquia a alcançar essa marca e se tornou o segundo mais rápido a fazê-lo em seu 396º jogo - Larry Johnson passou a marca em seu 355º jogo.
O esforço de 37 pontos de Walker contra o Cleveland Cavaliers em 31 de dezembro marcou seu 31º jogo de 30 pontos ou mais. O único jogador dos Hornets com mais jogos desse tipo na história do time é Glen Rice com 54. Em 2 de janeiro de 2017, ele registrou 34 pontos e 11 rebotes em uma derrota por 118-111 para o Chicago Bulls. Ele teve três jogos consecutivos de 30 pontos pela primeira vez desde março de 2016.
Em 26 de janeiro, ele foi nomeado para o All-Star Game de 2017. Em 31 de janeiro, ele marcou 22 pontos contra o Portland Trail Blazers e passou para a terceira posição na lista de maiores pontuadores da franquia. Em 6 de março, ele foi nomeado Jogador da Semana da Conferência Leste para os jogos disputados de 27 de fevereiro até 5 de março.
Em 31 de março de 2017, ele marcou 31 pontos em uma vitória de 122-114 sobre o Denver Nuggets. Durante o jogo, Walker tornou-se o segundo jogador na história da equipe a atingir 8.000 pontos na carreira - o único outro jogador a atingir essa marca é Dell Curry (9.839).

#### Temporada de 2017–18
Em 1º de novembro de 2017, Walker marcou 26 pontos em uma vitória por 126-121 sobre o Milwaukee Bucks. Foi seu 193° jogo de 20 pontos, passando Larry Johnson e fazendo um novo recorde da franquia.
Em 17 de novembro, ele marcou 47 pontos em uma derrota por 123-120 para o Chicago Bulls. Em 4 de dezembro, ele marcou 29 pontos em uma vitória por 104-94 sobre o Orlando Magic, tornando-se o primeiro jogador na história da franquia com 200 jogos de 20 pontos. Em 10 de janeiro de 2018, ele teve 41 pontos em uma derrota por 115-111 para o Dallas Mavericks.
Em 15 de janeiro, ele marcou 20 pontos em uma vitória por 118-107 sobre o Detroit Pistons, alcançando assim 9.000 pontos na carreira. Em 24 de janeiro, em uma derrota por 101-96 para o New Orleans Pelicans, Walker se tornou apenas o segundo jogador dos Hornets com 900 cestas de 3 pontos, se juntando a Dell Curry (929). Em 4 de fevereiro, em uma vitória por 115-110 sobre o Phoenix Suns, Walker marcou 18 pontos e quebrou o recorde de Curry.
Em 8 de fevereiro, Walker foi indicado como substituto do lesionado Kristaps Porziņģis no All-Star Game de 2018, marcando sua segunda seleção consecutiva ao All-Star Game. Mais tarde naquele dia, ele teve um esforço de 40 pontos em uma derrota de 109-103 para o Portland Trail Blazers.
Em 22 de março, ele marcou 46 pontos em uma vitória por 140-79 sobre o Memphis Grizzlies. Foi seu nono jogo de 40 pontos em sua carreira e o terceiro melhor jogo de sua carreira. Em 28 de março, ele marcou 21 pontos em uma derrota de 118-105 para o Cleveland Cavaliers, superando Dell Curry (9.839 pontos) e se tornando o líder de pontuação de todos tempos da franquia. Walker também estabeleceu um novo recorde da equipe com seu 44º lance livre consecutivo. Esse lance livre também trouxe seu total para 1.999, o que quebrou o recorde da franquia de Gerald Wallace de 1.998.

#### Temporada de 2018–19
Em 17 de outubro de 2018, Walker marcou 41 pontos em uma derrota por 113-112 para o Milwaukee Bucks, estabelecendo um recorde da franquia de mais pontos marcados em uma abertura de temporada. Foi seu décimo jogo de 40 pontos em sua carreira, empatando com Glen Rice no recorde da franquias de mais jogos com 40 pontos. Três dias depois, ele marcou 39 pontos, incluindo o lance livre vencedor do jogo com meio segundo restantes, para levar os Hornets à vitória por 113-112 sobre o Miami Heat. Durante o jogo, ele ultrapassou a marca de 10.000 pontos. Walker estabeleceu o recorde da NBA de mais cestas de três pontos nos primeiros três jogos da temporada com 19 (anteriormente ocupado por Danilo Gallinari com 18 em 2009-10). Ele foi posteriormente nomeado Jogador da Semana da Conferência Leste na primeira semana da temporada.
Em 17 de novembro, ele marcou 60 pontos em uma derrota de 122-119 para o Philadelphia 76ers. Dois dias depois, ele marcou 43 pontos em uma vitória por 117-112 sobre o Boston Celtics. Em 5 de dezembro contra o Minnesota Timberwolves, Walker fez sua partida de n°502 como titular em Charlotte, mais do que qualquer outro jogador na história do time, passando Muggsy Bogues (501). Em 29 de dezembro, ele marcou 47 pontos em uma derrota por 130-126 para o Washington Wizards.
Em 24 de janeiro, ele foi nomeado titular no All-Star Game de 2019, juntando-se a Glen Rice como os únicos jogadores a representar Charlotte em três All-Star Games.
Em 6 de fevereiro, ele registrou 30 pontos e 11 rebotes na derrota de 99-93 para o Dallas Mavericks. Em 11 de março, ele teve 40 pontos, 10 rebotes e sete assistências em uma derrota de 118-106 para o Houston Rockets. Em 26 de março, ele registrou 38 pontos, 11 assistências e nove rebotes em uma vitória por 125-116 para o San Antonio Spurs.
Com 32 pontos contra o New Orleans Pelicans em 3 de abril, Walker registrou seu 26º jogo de 30 pontos na temporada, passando Glen Rice pelo recorde da franquia de mais jogos de 30 pontos em uma temporada. Ele também estabeleceu o recorde da franquia de mais cestas de 3 pontos em uma temporada quando fez sua 244º cesta contra o New Orleans.
Em 5 de abril, ele marcou 29 pontos em uma vitória por 113-111 sobre o Toronto Raptors, unindo-se a Glen Rice como os únicos jogadores na história da franquia a marcar 2.000 pontos em uma temporada - Rice marcou 2.115 pontos na temporada de 1996-97. Em 7 de abril, Walker tornou-se apenas o nono jogador na história da NBA a acertar 250 cestas de 3 pontos em uma temporada. Posteriormente, ele foi nomeado o Jogador da Semana da Conferência Leste por jogos disputados de 1 a 7 de abril, marcando seu sétimo prêmio de jogador da semana. Após a temporada, ele foi nomeado para a Terceira-Equipe da NBA, sua primeira seleção para o All-NBA Team.

### Boston Celtics (2019–2021)
Vindo de uma temporada frustrante, o Boston Celtics perdeu as estrelas da franquia Kyrie Irving e Al Horford, abrindo a porta para começar um novo capítulo com um novo jogador de salário máximo.
Depois que Walker e os Celtics mostraram interesse mútuo, ele se juntou oficialmente à franquia em 6 de julho de 2019, por meio de um contrato de quatro anos e 141 milhões. Walker escolheu usar o número 8 com os Celtics, já que seu habitual número 15 foi aposentado pelos Celtics em homenagem a Tom Heinsohn.
Em 23 de outubro de 2019, Walker fez sua estreia nos Celtics contra o Philadelphia 76ers. Ele marcou 12 pontos em 34 minutos durante a derrota por 107-93. Em 27 de novembro, Walker marcou 39 pontos, a maior marca da temporada, na vitória por 121-110 sobre o Brooklyn Nets. O recorde da temporada seria eclipsado em 11 de dezembro, quando ele marcou 44 pontos na derrota por 122-117 para o Indiana Pacers. Em 16 de janeiro de 2020, ele registrou 40 pontos e 11 assistências em uma derrota de 128-123 para o Milwaukee Bucks.
Em 20 de janeiro, Walker registrou sua primeira vitória contra LeBron James, depois de ter perdido 28 jogos seguidos contra ele. Com 20 pontos, sete assistências, quatro rebotes e um roubo de bola, ele ajudou os Celtics a vencer o Los Angeles Lakers por 139–107. Três dias depois, Walker foi nomeado para seu quarto All-Star Game consecutivo, sendo selecionado como titular da Conferência Leste.
Em dezembro, o Celtics confirmou que Kemba recebeu uma injeção de células-tronco em seu joelho esquerdo e foi colocado em um programa de fortalecimento de 12 semanas, deixando-o de fora no início da temporada de 2020-21.

### Últimas temporadas como profissional
Em 18 de junho de 2021, Walker foi negociado, junto com uma escolha da primeira rodada do draft de 2021 e uma da segunda rodada do draft de 2025, com o Oklahoma City Thunder em troca de Al Horford, Moses Brown e uma escolha da segunda rodada do draft de 2023. Walker foi dispensado pelo Thunder em 6 de agosto de 2021.
Em 11 de agosto, ele assinou com o New York Knicks em um contrato de 2 anos e 17 milhões. Deixou o Knicks em 2022, e assinou com o Dallas Mavericks. Entretanto, a passagem por Dallas durou por apenas nove jogos. Em 2023-24, atuou pelo AS Monaco, clube que disputa a EuroLiga. 
No dia 2 de julho de 2024, Kemba Walker anunciou sua aposentadoria como jogador profissional. Em seguida foi anunciado como membro da comissão técnica do Charlotte Hornets, onde mantém o recorde de maior pontuador da história do time.

## Estatísticas

### NBA

#### Temporada Regular
| Ano      | Equipe    | PJ  | PT  | MPJ  | AP   | 3P   | LL   | RT  | AS  | BR  | TO | PPJ  |
| -------- | --------- | --- | --- | ---- | ---- | ---- | ---- | --- | --- | --- | -- | ---- |
| 2011–12  | Charlotte | 66  | 25  | 27.2 | .366 | .305 | .789 | 3.5 | 4.4 | .9  | .3 | 12.1 |
| 2012–13  | Charlotte | 82  | 82  | 34.9 | .423 | .322 | .798 | 3.5 | 5.7 | 2.0 | .4 | 17.7 |
| 2013–14  | Charlotte | 73  | 73  | 35.8 | .393 | .333 | .837 | 4.2 | 6.1 | 1.2 | .4 | 17.7 |
| 2014–15  | Charlotte | 62  | 58  | 34.2 | .385 | .304 | .827 | 3.5 | 5.1 | 1.4 | .5 | 17.3 |
| 2015–16  | Charlotte | 81  | 81  | 35.6 | .427 | .371 | .847 | 4.4 | 5.2 | 1.6 | .5 | 20.9 |
| 2016–17  | Charlotte | 79  | 79  | 34.7 | .443 | .399 | .847 | 3.9 | 5.5 | 1.1 | .3 | 23.2 |
| 2017–18  | Charlotte | 80  | 80  | 34.2 | .431 | .384 | .864 | 3.1 | 5.6 | 1.1 | .3 | 22.1 |
| 2018–19  | Charlotte | 82  | 82  | 34.9 | .434 | .356 | .844 | 4.4 | 5.9 | 1.2 | .4 | 25.6 |
| 2019–20  | Boston    | 56  | 56  | 31.1 | .425 | .381 | .864 | 3.9 | 4.8 | .9  | .5 | 20.4 |
| 2020–21  | Boston    | 43  | 43  | 31.8 | .420 | .360 | .899 | 4.0 | 4.9 | 1.1 | .3 | 19.3 |
| Carreira | Carreira  | 704 | 659 | 33.4 | .414 | .351 | .841 | 3.8 | 5.3 | 1.2 | .3 | 19.6 |
| All-Star | All-Star  | 4   | 2   | 21.0 | .452 | .280 | –    | 2.3 | 4.5 | .8  | .0 | 11.3 |

#### Playoffs
| Ano      | Equipe    | PJ | PT | MPJ  | AP   | 3P   | LL   | RT  | AS  | BR  | TO | PPJ  |
| -------- | --------- | -- | -- | ---- | ---- | ---- | ---- | --- | --- | --- | -- | ---- |
| 2014     | Charlotte | 4  | 4  | 38.3 | .473 | .500 | .778 | 3.8 | 6.0 | 2.0 | .8 | 19.5 |
| 2016     | Charlotte | 7  | 7  | 37.1 | .366 | .326 | .943 | 3.0 | 4.0 | 1.3 | .6 | 22.7 |
| 2020     | Boston    | 17 | 17 | 36.9 | .441 | .310 | .852 | 4.1 | 5.1 | .9  | .4 | 19.6 |
| 2021     | Boston    | 3  | 3  | 30.3 | .317 | .176 | .900 | 4.0 | 4.0 | .3  | .0 | 12.7 |
| Carreira | Carreira  | 31 | 31 | 35.6 | .399 | .328 | .868 | 3.7 | 4.7 | 1.1 | .4 | 18.6 |

### Universitário
| Ano      | Equipe      | PJ  | PT | MPJ  | AP   | 3P   | LL   | RT  | AS  | BR  | TO | PPJ  |
| -------- | ----------- | --- | -- | ---- | ---- | ---- | ---- | --- | --- | --- | -- | ---- |
| 2008–09  | Connecticut | 36  | 2  | 25.2 | .470 | .271 | .715 | 3.5 | 2.9 | 1.1 | .2 | 8.9  |
| 2009–10  | Connecticut | 34  | 34 | 35.2 | .405 | .339 | .767 | 4.3 | 5.0 | 2.0 | .4 | 14.6 |
| 2010–11  | Connecticut | 41  | 41 | 37.6 | .428 | .330 | .819 | 5.4 | 4.5 | 1.9 | .2 | 23.5 |
| Carreira | Carreira    | 111 | 77 | 32.6 | .434 | .313 | .767 | 4.3 | 4.1 | 1.6 | .2 | 15.6 |

Fonte:

## Vida pessoal
Walker é filho de Paul e Andrea Walker. Ele tem dois irmãos Akil e Keya e uma irmã Sharifa.
Walker também é dançarino, ele se apresentou três vezes no Apollo Theater para o programa Showtime at the Apollo.
Em 21 de junho de 2011, Walker lançou uma mixtape em colaboração com DJ Skee e Skee Sports. A mixtape apresenta músicas inspiradoras para ele.
Em 2011, Walker assinou um contrato de patrocínio plurianual com a Under Armour. Em 2015, o contrato com a Under Armour expirou. Em seguida, ele assinou com a Jordan Brand, uma subsidiária da Nike.